# Aptâmero

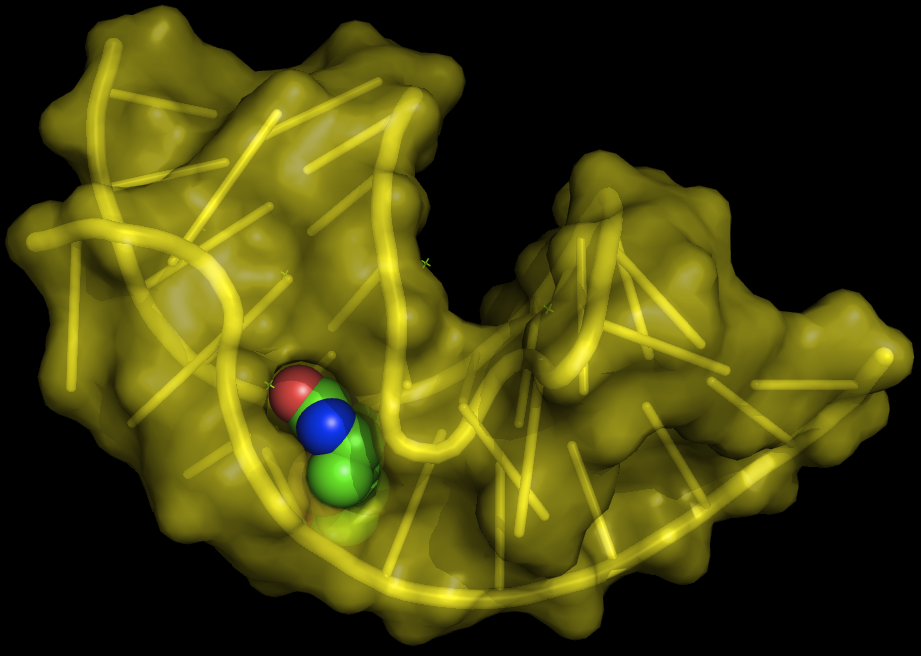
Estrutura dum aptámero de ARN específico para a biotina. A superfície do aptámero e o seu esqueleto molecular está representada em amarelo. A biotina (esferas) encaixa-se confortavelmente numa cavidade da superfície do ARN.

Aptâmeros (do Latin aptus, apto, e Grego meros, parte) são oligonucleotídeos ou peptídeos que se ligam à moléculas-alvo específicas. Aptâmeros são normalmente criados através de seleção a partir de um conjunto de sequências aleatórias, apesar de ocorrerem também naturalmente como parte de riboswitches. Aptâmeros podem ser utilizados tanto para pesquisa básica quanto para propósitos clínicos, pois podem agir como drogas macromoleculares. Aptâmeros podem ser combinados com ribozimas para se auto-clivar na presença da molécula-alvo.

## Aptâmeros de ácidos nucleicos
Aptâmeros de ácidos nucleicos são espécies de ácido nucleico escolhidas através de diversas rodadas de "seleção in vitro" ou, de forma equivalente, SELEX (sigla inglesa para Evolução Sistemática de Ligantes por Enriquecimento Exponencial para ligarem-se a diversos alvos moleculares, como moléculas pequenas, proteínas, ácidos nucleicos e até células, tecidos e organismos específicos. Aptâmeros são úteis para aplicações biotecnológicas e terapêuticas, por oferecer propriedades de reconhecimento molecular capazes de rivalizar com as dos mais populares anticorpos. Em adendo ao reconhecimento molecular, aptâmeros oferecem algumas vantagens em relação aos anticorpos: podem ser construídos diretamente em tubos de ensaio, produzidos por síntese química, estocados mais facilmente e promovem pouca ou nenhuma imunogenicidade em aplicações terapêuticas.